# So Listen
«So Listen» (укр. Тож слухайте) — пісня австралійського співака Коді Сімпсона за участі американського R&B співака T-Pain та продюсера DJ Frank E. Пісня видана в iTunes 13 березня 2012 року як промо-сингл. DJ Frank E, який справив із Сімпсоном над синглом «iYiYi», став співпродюсером «So Listen» разом з продюсером Сімпсона Шоном Кемпбеллом.

## Музичне відео
Музичне відео на пісню «So Listen» був вперше опубліковане на YouTube 12 березня 2012 року.. Сімпсон зазначив, що на створення кліпу його надихнув «Джеймс Бонд», що й лягло в основу тематики музичного відео.

## Трек-лист
| Цифрове завантаження | Цифрове завантаження       | Цифрове завантаження |
| #                    | Назва                      | Тривалість           |
| -------------------- | -------------------------- | -------------------- |
| 1.                   | «So Listen» (feat. T-Pain) | 3:06                 |

## Історія випуску
| Країна    | Дата            | Формат               | Лейбл            |
| --------- | --------------- | -------------------- | ---------------- |
| США       | 13 березня 2012 | Цифрове завантаження | Atlantic Records |
| Австралія | 13 березня 2012 | Цифрове завантаження | Atlantic Records |